# Huta Katowice

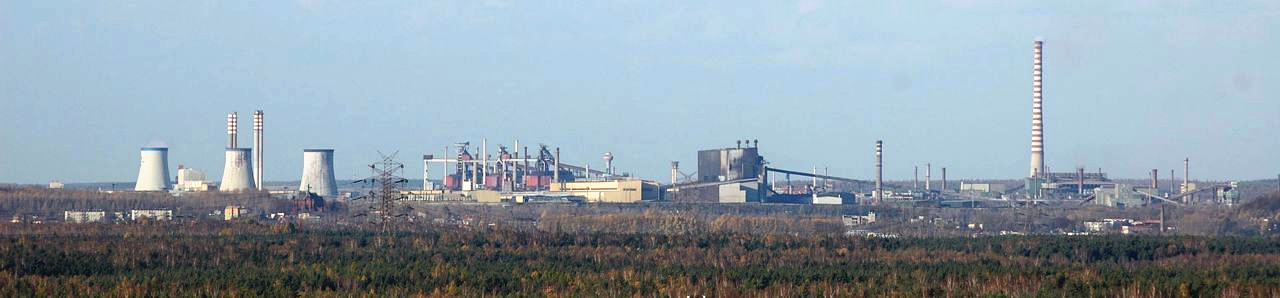
Panorama der Huta Katowice

Huta Katowice ist ein integriertes Hüttenwerk in Dąbrowa Górnicza, Woiwodschaft Schlesien, Polen, das sich mit der Verhüttung von Rohstoffen beschäftigt, um Stahlprodukte herzustellen. Heute gehört es zum ArcelorMittal-Konzern.
Zur Versorgung des Werkes mit russischem Eisenerz wurde die Eisenbahnlinie Linia Hutnicza Szerokotorowa in russischer Breitspur gebaut.

## Geschichte
Im September 1971 beschloss die polnische Regierung im Gebiet von Zagłębie Dąbrowskie ein Integriertes Hüttenwerk zu errichten. Es sollte das größte und modernste der Volksrepublik Polen sein.
Im April 1972 begannen die Rodungsarbeiten in der Nähe von Dąbrowa Górnicza. Schon im September 1976 konnte das Walzwerk in Betrieb genommen werden und am 3. Dezember 1976 erfolgte der erste Abstich des ersten Hochofens. Am 11. Dezember desselben Jahres fand die erste Stahlproduktion statt. Im Dezember 1977 nahm der zweite Hochofen seine Ofenreise auf. Seit 1979 verbindet die Eisenbahnstrecke Linia Hutnicza Szerokotorowa das Werk mit dem Streckennetz der damaligen Sowjetunion zur Versorgung des Werkes mit Eisenerz. Am 11. September 1980 wurde ein Abkommen zwischen dem örtlichen Streikkomitee und Vertretern der Regierung unterschrieben. Mit der Verhängung des Kriegsrechts 1981 hatte man 41 Mitglieder der Solidarność verhaftet, worauf ein 11-tägiger Streik folgte. 1984 integrierte man die Kokerei Przyjaźń in den Industrie-Komplex. 1986 wurde der dritte Hochofen in Betrieb genommen. Nach der politischen Wende in Polen wurde 1991 das bisherige Kombinat Metalurgiczny Huta Katowice in eine Aktiengesellschaft Huta Katowice S.A. J.S.S.P. umgewandelt. 2003 kaufte Mittal das Integrierte Hüttenwerk und benannte es 2005 in Mittal Steel Poland S.A. um.
Heute besteht das Werk aus drei Hochöfen, zwei Walzwerken, einem Stahlwerk mit Stranggussanlage und einer Kokerei.